# NGC 3958
NGC 3958 ist eine Balken-Spiralgalaxie vom Hubble-Typ SBa mit aktivem Galaxienkern im Sternbild Großer Bär am Nordsternhimmel. Sie ist schätzungsweise 154 Millionen Lichtjahre von der Milchstraße entfernt und hat einen Durchmesser von etwa 60.000 Lichtjahren. Gemeinsam mit PGC 213905 bildet sie ein gravitativ gebundenes Galaxienpaar und gilt als Mitglied der NGC 3963-Gruppe (LGG 251).

Das Objekt wurde am 18. März 1790 von William Herschel entdeckt.